# Kaspersky Internet Security
Kaspersky Internet Security (thường gọi tắt là KIS) là một bộ bảo mật mạng Internet phát triển bởi phòng thí nghiệm Kaspersky và được thiết kế cho các máy tính chạy hệ điều hành Microsoft Windows. Nó hỗ trợ phát hiện và gỡ bỏ các phần mềm độc hại, cũng như chống lại thư rác, tin tặc, tấn công lừa đảo và rò rỉ dữ liệu.

## Các chức năng
Kaspersky Internet Security bao gồm tất cả các thành phần của Kaspersky Anti-Virus, và một số chức năng khác. Chức năng của bộ ứng dụng này là bảo vệ trong thời gian thực, phát hiện và gỡ bỏ virus máy tính, trojan, sâu, phần mềm gián điệp, phần mềm quảng cáo và trình theo dõi bàn phím, phát hiện và gỡ bỏ rootkit. KIS cũng bao gồm một tường lửa cá nhân, phần quản lý cho cha mẹ, bảo vệ chống thư rác và lừa đảo trực tuyến. Kaspersky Internet Security 2009 cũng bao gồm hệ thống HIPS đầy đủ để điều khiển các ứng dụng và củng cố khả năng phát hiện các packer đáng ngờ và chẩn đoán nâng cao để phát hiện các phần mềm độc hại mới. Thêm vào đó, nó còn có chức năng tự động cập nhật và công cụ để tạo đĩa cứu hộ, và chức năng tự bảo vệ để tránh trường hợp nó bị tắt bởi các phần mềm độc hại.
Theo phòng thí nghiệm của Anti-Malware Test, Kaspersky Internet Security có giải pháp bảo vệ theo thời gian thực và tự phòng vệ tốt nhất dựa trên kiểm nghiệm. Nó được biết đến với khả năng phát hiện cao (trình diện bởi AV Comparatives, AV Test, Virus Info và Virus Bulletin), phần lớn do thời gian phản hồi nhanh (trung bình, một bản cập nhật được ra mắt từ 0 đến 2 giờ sau khi phần mềm độc hại có mặt) và tích hợp công cụ chẩn đoán. Ngoài ra, theo Matousec Transparent Security, một công ty nghiêng về kiểm tra tường lửa, Kaspersky Internet Security là một trong những bộ bảo mật Internet tốt nhất từng thấy.
Kaspersky Internet Security đã giành được rất nhiều giải thưởng của các tạp chí công nghệ thông tin, như PC Authority, PC World, PC Professional, PC Pro, Computer Shopper và Computerbild. Nó cũng giành được nhiều giải thưởng của các trang phần mềm như CNET và Softpedia.
Kaspersky cũng cung cấp bản nâng cấp miễn phí dành cho ai đang có giấy phép phần mềm hợp lệ còn đang trong thời hạn. Ngoài ra còn có hỗ trợ kỹ thuật 24/7 và diễn đàn hoạt động để giúp đỡ lẫn nhau.

## Giới hạn
Bên cạnh đó, Kaspersky Internet Security, như nhiều đối thủ cạnh tranh với nó, không tương thích với các phần mềm bảo mật khác. Ví dụ như Spyware Doctor, Norton Antivirus và McAfee VirusScan.

## Yêu cầu hệ thống
|                         | Windows 2000 (SP4 hoặc cao hơn) / XP (SP2 hoặc cao hơn) / XP Professional x64 Edition | Windows Vista (32/64-bit)                             |
| Bộ xử lý                | Intel Pentium 300 MHz hoặc cao hơn (hoặc tương đương)                                 | Intel Pentium 800 MHz hoặc cao hơn (hoặc tương đương) |
| RAM                     | 128 MB                                                                                | 512 MB                                                |
| Dung lượng ổ cứng trống | 375 MB                                                                                | 375 MB                                                |

Một ổ DVD-ROM hoặc CD-ROM, Internet Explorer 6 hoặc mới hơn và Windows Installer 2.0 hoặc mới hơn để yêu cầu để cài đặt Kaspersky Internet Security.